# Chorizanthe pungens
Chorizanthe pungens Benth. – gatunek rośliny z rodziny rdestowatych (Polygonaceae Juss.). Występuje naturalnie w południowo-zachodnich Stanach Zjednoczonych – w Kalifornii. 

## Morfologia
PokrójRoślina jednoroczna dorastająca do 5–100 cm wysokości. Pędy są włosione.
LiścieBlaszka liściowa liści odziomkowych ma odwrotnie lancetowaty kształt. Mierzy 10–50 mm długości oraz 4–7 mm szerokości. Ogonek liściowy jest owłosiony i osiąga 10–30 mm długości.
KwiatyZebrane w wierzchotki jednoramienne, rozwijają się na szczytach pędów. Okwiat ma obły kształt i barwę od białej do różowej lub purpurowej, mierzy do 2–4 mm długości.
OwoceNiełupki o kulistym kształcie, osiągają 2–3 mm długości.

## Biologia i ekologia
Rośnie w lasach sosnowych, zaroślach oraz na terenach piaszczystych. Występuje na wysokości do 500 m n.p.m. Kwitnie od kwietnia do lipca.